# Солдатова, Галина Владимировна
Гали́на Влади́мировна (Уртанбе́ковна) Солда́това (род. 24 ноября 1956 года) — советский и российский психолог, специалист по психологии межэтнических отношений, психологии межкультурных коммуникаций, психологии идентичности, конфликта и межэтнической напряженности, психологии миграций, психологии ксенофобии, психологии толерантности, психология переговоров, психология влияния интернета на развитие личности и общества. Доктор психологических наук, профессор, академик РАО (2021). Директор Фонда Развития Интернет.

## Биография
В 1980 году окончила отделение психологии философского факультета Ростовского государственного университета.
В 1985 году окончила аспирантуру Института психологии АН СССР и защитила диссертацию на соискание учёной степени кандидата психологических наук по теме «Этнические стереотипы в системе межэтнических отношений».
В 2001 году на факультете психологии МГУ имени М. В. Ломоносова защитила диссертацию на соискание учёной степени доктора психологических наук по теме «Психология межэтнической напряженности в ситуации социальной нестабильности».
Профессор кафедры психологии личности, заместитель заведующего кафедрой психологии личности на факультете психологии МГУ имени М. В. Ломоносова.
С 19 ноября 2010 года — член-корреспондент Российской академии образования по Отделению психологии и возрастной физиологии.
Награды:
- 2016 Медаль Г. И. Челпанова (I степени) «За вклад в развитие психологической науки»
- 2016 Медаль РАО имени Л. С. Выготского
- 2011 Медаль К. Д. Ушинского
- 2010 Премия правительства РФ в области образования
- 2010 Благодарность Министра связи и массовых коммуникаций РФ за организацию Года безопасного интернета и работа по повышению безопасности интернета для детей и подростков

## Основные работы

### Монографии
- Солдатова Г. В., Дробижева Л. М., Коротеева В. В. Демократизация и образы национализма в Российской Федерации 90-х годов. — М.: Мысль, 1996.
- Солдатова Г. В. Психология межэтнической напряженности. — М.: Смысл, 1998.
- Солдатова Г. В., Шайгерова Л. А., Макарчук А. В., Лютая Т. А. Разные, но равные. Большие психологические игры. — М.: МГУ, 2004.
- Солдатова Г. В., Асмолов А. Г., Макарчук А. В., Шляпников В. Н. Социальная компетентность классного руководителя: режиссура совместной деятельности. — М.: Смысл, 2006.
- Солдатова Г. В., Стебаков Д. А., Филилеева Е. В., Хохлова О. А. Методология и технология оценки социальной напряженности в образовательной среде. — М.: АСОУ, 2007.
- Пойманные одной сетью. Социально-психологический анализ представлений детей и подростков об интернете. — М.: Фонд Развития Интернет, 2011. — 176 с.
- Толерантность как фактор противодействия ксенофобии / Г. Солдатова, В. Лекторский, В. Петренко и др. // Методология социального конструирования толерантности и управления рисками ксенофобии в многополярном мире. — М.: Наука, 2011. — С. 13—89.
- Дети России Онлайн. Результаты международного проекта EU Kids Online II в России / Г. Солдатова, Е. Зотова, М. Лебешева и др. — М., 2012. — С. 213.
- Солдатова Г., Нестик Т., Рассказова Е., Зотова Е. Цифровая компетентность российских подростков и родителей: результаты всероссийского исследования. — М.: Фонд Развития Интернет, 2013. — С. 144.
- Солдатова Г. У., Рассказова Е. И., Нестик Т. А. Цифровое поколение России: компетентность и безопасность. — М.: Смысл, 2017. — 375 с.

### Пособия
- Солдатова Г. В., Шайгерова Л. А., Шарова О. В. Жить в мире с собой и с другими. Тренинг толерантности для подростков. (Программа тренинга). — М.: Генезис, 2000.
- Солдатова Г. В., Шайгерова Л. А., Калиненко В. К., Кравцова О. А. Психологическая помощь мигрантам. Травма, смена культуры, кризис идентичности. — М.: Смысл, 2002.
- Солдатова Г. В., Макарчук А. В., Шайгерова Л. А., Щепина А. И., Хухлаев О. Е. Позволь другим быть другими. Тренинг толерантности по профилактике и преодолению мигрантофобии. (Программа тренинга). — М.: МГУ, 2002.
- Солдатова Г. В., Макарчук А. В., Шайгерова Л. А. Тренинги повышения межкультурной компетентности. — М.: МГУ, 2004.
- Солдатова Г. В., Шайгерова Л. А., Макарчук А. В., Щепина А. И., Хухлаева А. Е., Лютая Т. А. Тренинги толерантности. — М.: МГУ. 2005.
- Солдатова Г. В., Макарчук А. В. Может ли другой стать другом? Тренинг по профилактике ксенофобии. (программа тренингов). — М.: Генезис, 2006.
- Солдатова Г. В., Макарчук А. В., Лютая Т. А., Шляпников В. Н., Щепина А. И. Тренинг повышения социальной компетентности педагогических кадров. — М.: АСОУ, 2006.
- Искусство жить с непохожими людьми: психотехники толерантности / Г. Солдатова, А. Макарчук, Л. Шайгерова, Т. Лютая. — ГУ МО Издательский дом Московия, 2009. — С. 310.
- Г. В., Шайгерова Л. А., Прокофьева Т. Ю. Психодиагностика толерантности личности.—  М.: Смысл, 2007.
- Солдатова Г., Зотова Е., Лебешева М., Шляпников В. Интернет: возможности, компетенции, безопасность: Методическое пособие для работников системы общего образования. Ч. 1. Лекции. — М.: Центр книжной культуры «Гутенберг», 2013. — 165 с.
- Солдатова Г., Зотова Е., Лебешева М., Шляпников В. Интернет: возможности, компетенции, безопасность: Методическое пособие для работников системы общего образования. Ч. 2. Практикум. — М.: Центр книжной культуры «Гутенберг», 2013. — 137 с.
- Практическая психология безопасности.Управление персональными данными в интернете: учеб.-метод. пособие для работников системы общего образования. Изд. 2-е, доп. и испр. / Г. У. Солдатова, А. А. Приезжева, О. И. Олькина, В. Н. Шляпников. — М.: Генезис, 2017. — 224 с.
- Солдатова Г. У., Чигарькова С. В. Рабочая тетрадь по курсу «Кибербезопасность» для 5 класса общеобразовательных организаций. — М.: Русское слово — учебник, 2018. — 64 с.
- Солдатова Г. У., Чигарькова С. В., Пермякова И. Д. Тренажёр по курсу «Кибербезопасность» для 6 класса общеобразовательных организаций. — М.: Русское слово — учебник, 2018. — 56 с.

### Статьи
- Зинченко Ю. П., Солдатова Г. У., Шайгерова Л. А. Террористический акт как экстремальная ситуация в обществе рисков // Национальный психологический журнал. — 2011. — № 2(6). — С. 98-111.
- Солдатова Г. У., Нестик Т. А., Шайгерова Л. А. Принципы формирования толерантности и управления рисками ксенофобии // Национальный психологический журнал. — 2011. — № 2 (6). — С. 60-79.
- Солдатова Г. У., Нестик Т. А. Историко-эволюционная перспектива человечества: от парадигмы конфликта к парадигме толерантности // Национальный психологический журнал. — 2011. — № 2 (6). — С. 15-24.
- Солдатова Г., Рассказова Е. Как им помочь? Ребёнок в Интернете: запрещать, наблюдать или объяснять? // Дети в информационном обществе. — 2012. — № 10. — С. 26-33.
- Рассказова Е., Лебешева М., Солдатова Г. Жестокий опыт // Дети в информационном обществе. — 2012. — № 12. — С. 26-35.
- Soldatova G., Geer M. Glocal identity, cultural intelligence and language fluency // Procedia — Social and Behavioral Sciences. — Vol. 86 of V Congress of the Russian Psychological Society 14-18 February (Moscow). — 2013. — P. 469—474.
- Chaiguerova L., Soldatova G. Long-term impact of terrorist attack experience on survivors emotional state and basic beliefs // Procedia — Social and Behavioral Sciences. — Vol. 86 of V Congress of the Russian Psychological Society 14-18 February (Moscow). — 2013. — P. 603—609.
- Солдатова Г. У., Рассказова Е. И. Психологические модели цифровой компетентности российских подростков и родителей // Национальный психологический журнал. — 2014. — № 2 (14). — С. 27-35. — doi:10.11621/npj.2014.0204.
- Солдатова Г. У., Рассказова Е. И. Безопасность подростков в Интернете: риски, совладание и родительская медиация // Национальный психологический журнал. — 2014. — № 3 (15). — С. 39-51. — doi:10.11621/npj.2014.0305.
- Солдатова Г., Рассказова Е. Психологическое содержание цифрового разрыва между российскими подростками и их родителями // Образовательная политика. — 2014. — № 3 (65). — С. 112—125.
- Солдатова Г., Рассказова Е. Психологические факторы безопасности подростка в интернете: роль совладающего поведения и родительской медиации // Вестник РГНФ. — 2014. — Т. 2, № 75. — С. 126—134.
- Soldatova G.., Rasskazova E. Assessment of the digital competence in russian adolescents and parents: Digital competence index // Psychology in Russia: State of the Art. — 2014. — Vol. 7, no. 4. — P. 65-73.
- Солдатова Г., Шайгерова Л. Рефлексия множественности выбора в психологии межкультурных коммуникаций // Психологические исследования (электронный журнал). — 2015. — Т. 8, № 40.
- Солдатова Г., Рассказова Е. Модели передачи опыта между поколениями при освоении и использовании Интернета // Вопросы психологии. — 2015. — № 2. — С. 56—66.